# Jacobus Finno
Jacobus Petri Finno ("Jakob Persson från Finland"), född omkring 1540, död 1588, var en finsk lärare och översättare. Han gav ut den första finska psalmboken.
Jacobus Petri inskrevs vid universitetet i Wittenberg 1563 och studerade därefter från 1567 vid universitetet i Rostock. Han var rektor vid katedralskolan i Åbo 1568–1578 men Mikael Agricola återkommer till Åbo blev han i stället lektor vid katedralskolan och kyrkoherde i Vårfrukyrka pastorat. 1583–1588 var han åter rektor och medlem i Åbo stifts domkapitel. 
Från 1578 ingick i hans uppdrag att översätta religiös litteratur till finska. Han översatte dock även annat, som en samling latinska djäknesånger, Piæ Cantiones som 1582 tryckts av Theodoricus Petri Rutha. På Johan III:s uppmaning utgav han 1580–83 den första finska psalmboken, samt en bönbok och en katekes, likaså på finska. I bönboken anknöt han främst till svenska men även ett antal tyska bönböcker. Psalmboken var i huvudsak baserad på den svenska 1572 års psalmbok. Ett av Jacobus Petris uppdrag var att arbeta om psalmerna och avlägsna romersk-katolska element ur dessa. 
Av de av Jacobus skrivna psalmerna finns fyra i 1986 års finska psalmbok, trettioen psalmer finns i en version som bygger på hans översättning.